# Marquesado de Cienfuegos

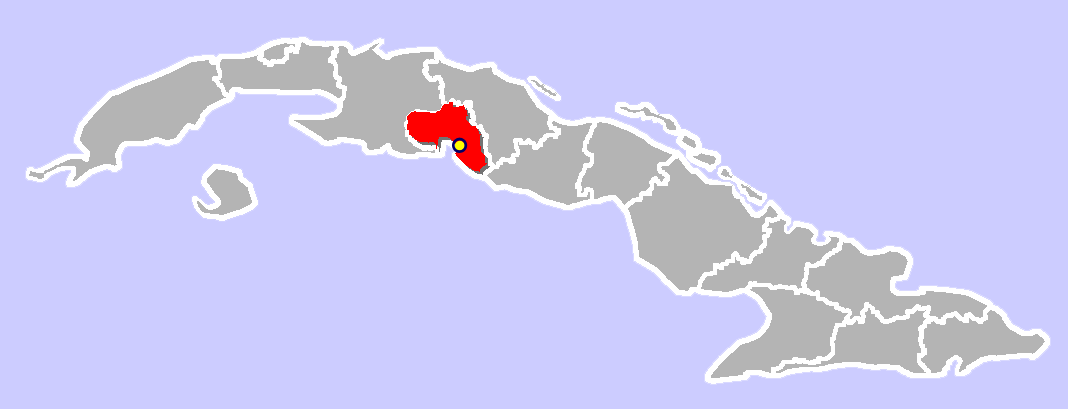
Situación de Cienfuegos, en Cuba.

El marquesado de Cienfuegos es un título nobiliario español creado por la reina regente María Cristina de Habsburgo Lorena y concedido, en nombre del rey Alfonso XIII, a José de Pertierra y Albuerne —senador del Reino, diputado a Cortes, coronel de voluntarios en Cuba y benemérito de la patria— el 31 de enero de 1893 por real decreto y el 19 de junio del mismo año por real despacho.
Su denominación hace referencia a la localidad de Cienfuegos, en Cuba.

## Marqueses de Cienfuegos
|                           | Titular                                   | Periodo                   |
| Creación por Alfonso XIII | Creación por Alfonso XIII                 | Creación por Alfonso XIII |
| ------------------------- | ----------------------------------------- | ------------------------- |
| I                         | José de Pertierra y Albuerne              | 1893-1898                 |
| II                        | José de Pertierra y Madariaga             | 1898-1914                 |
| III                       | José María de Pertierra y González-Alegre | 1914-1944                 |
| IV                        | Isabel de Pertierra y González-Alegre     | 1950-1989                 |

## Historia de los marqueses de Cienfuegos
La historia de los marqueses de Cienfuegos es la que sigue:
- José de Pertierra y Albuerne (m. 1898), I marqués de Cienfuegos.

Casó, en Cienfuegos, con María Antonia de Madariaga y Muñoz de Salazar. Le sucedió su hijo:
- José de Pertierra y Madariaga (m. 1914), II marqués de Cienfuegos.

Casó el 6 de mayo de 1901, en Oviedo, con Isabel González-Alegre y de Vereterra (m. 1959). Le sucedió su hijo:
- José María de Pertierra y González-Alegre (m. 1944), III marqués de Cienfuegos.

Casó el 12 de julio de 1942, en Madrid, con Carolina Fernández de Henestrosa y Chávarri (m. 1945). Sin descendientes. Le sucedió, tras solicitud cursada el 16 de julio de 1949 (BOE del día 29), su hermana:
- Isabel de Pertierra y González-Alegre, IV marquesa de Cienfuegos (m. 1989).